# ازمکی جنگلی
ازمکی (نام علمی: Draba  nemorosa) نام یک  گونه از سرده ازمکی است.

## نگارخانه

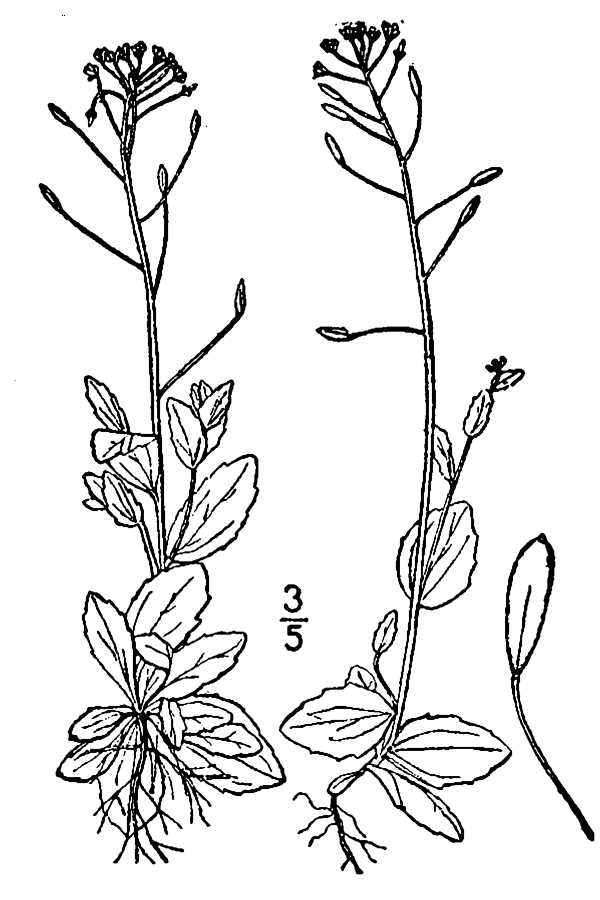
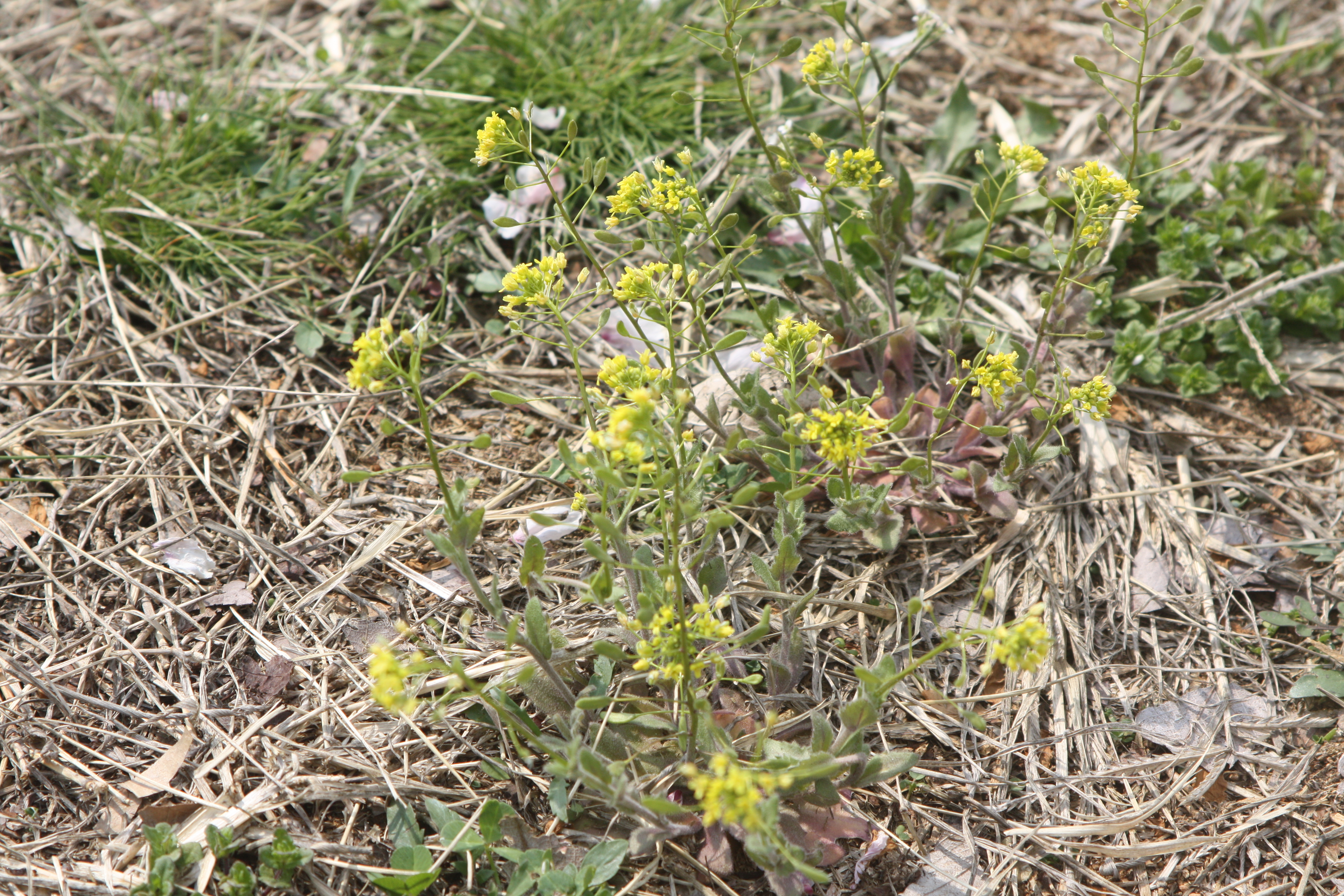
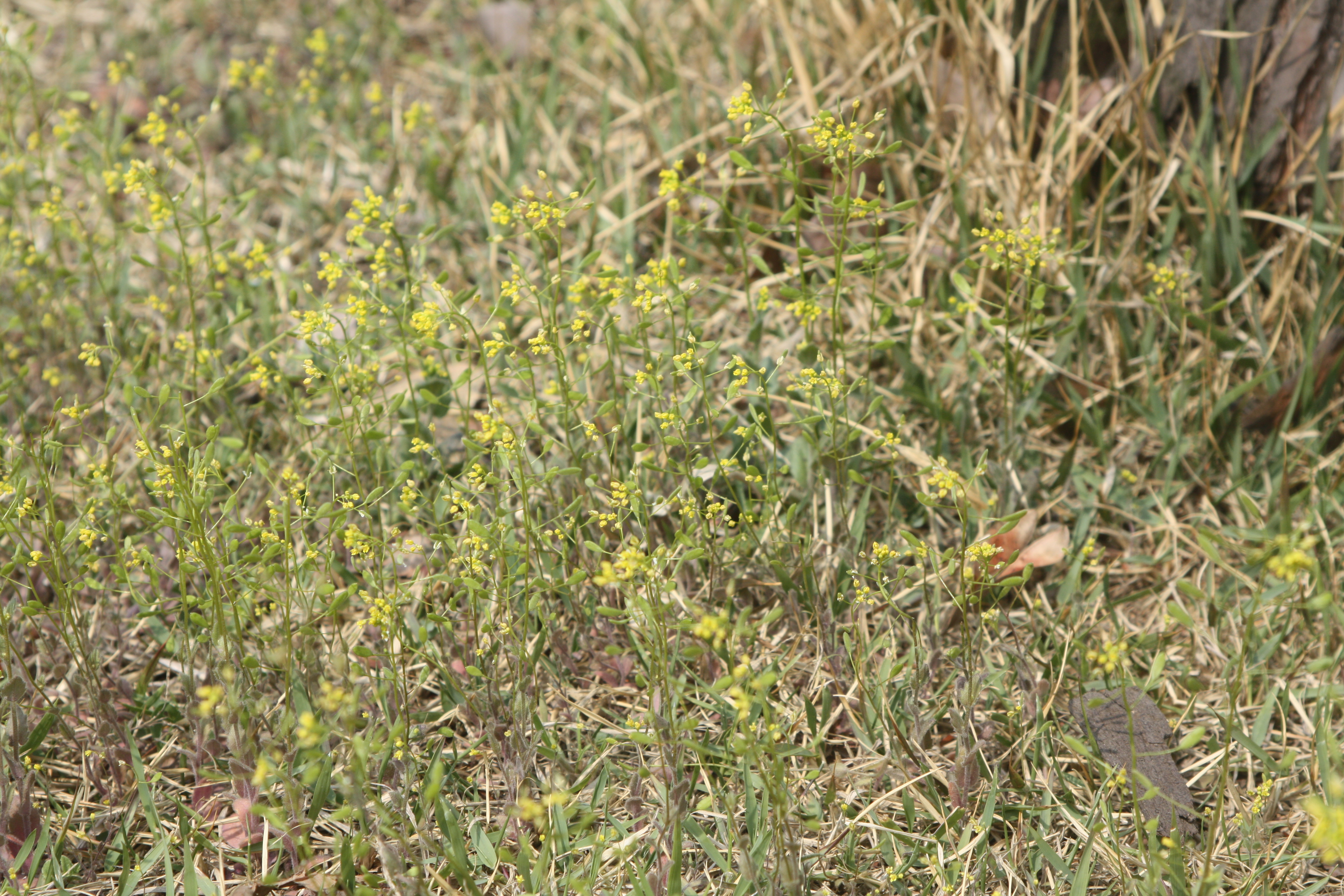
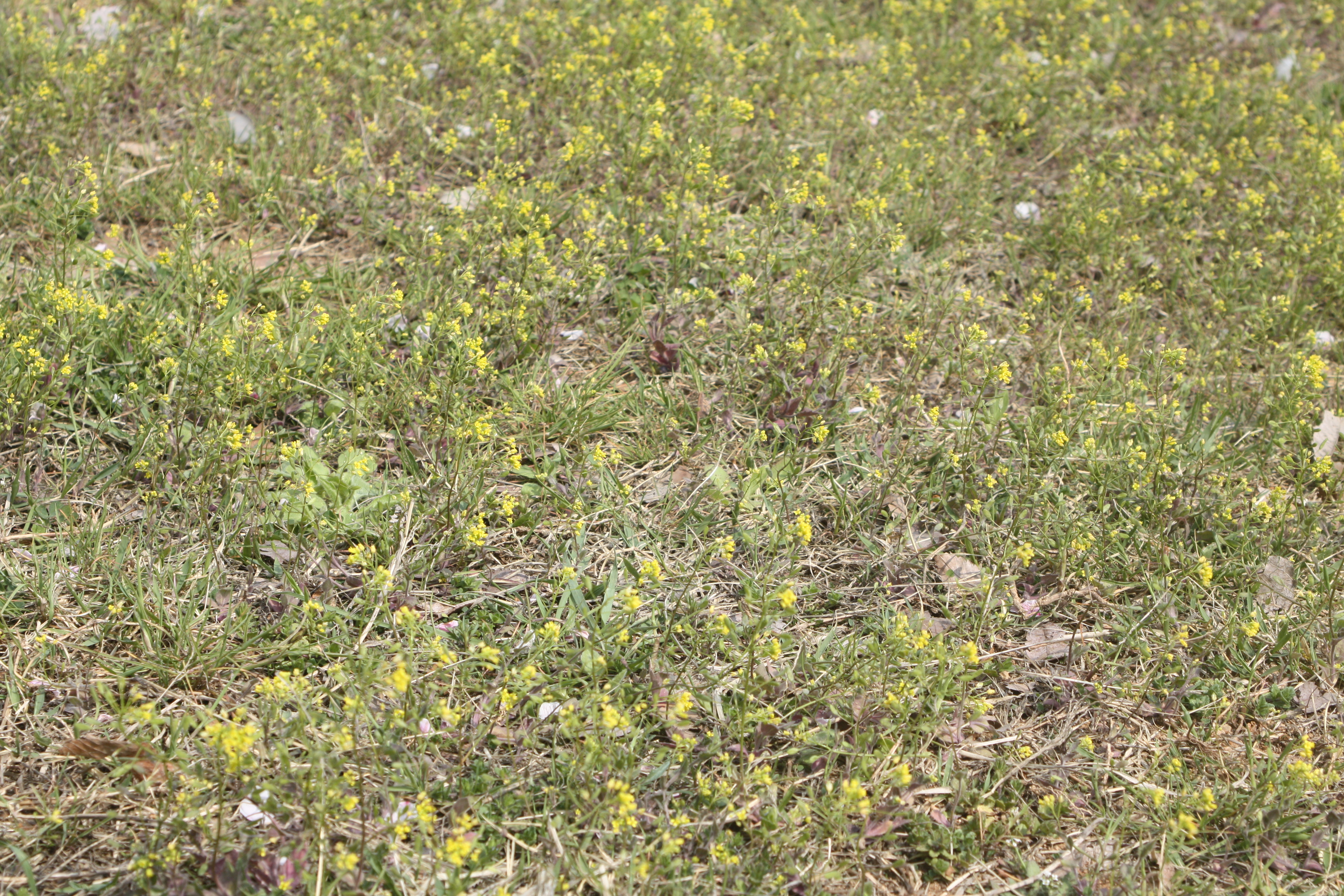
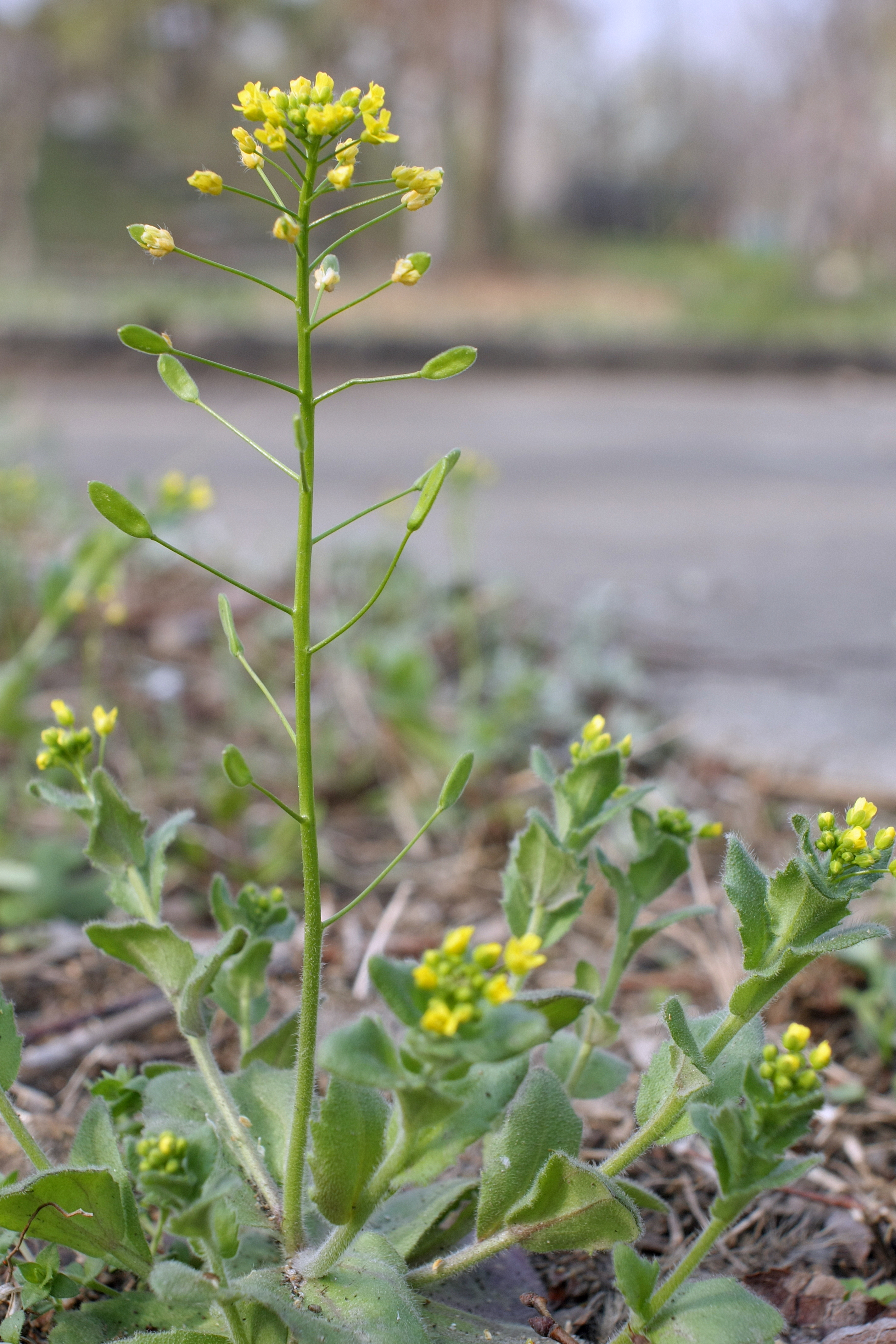
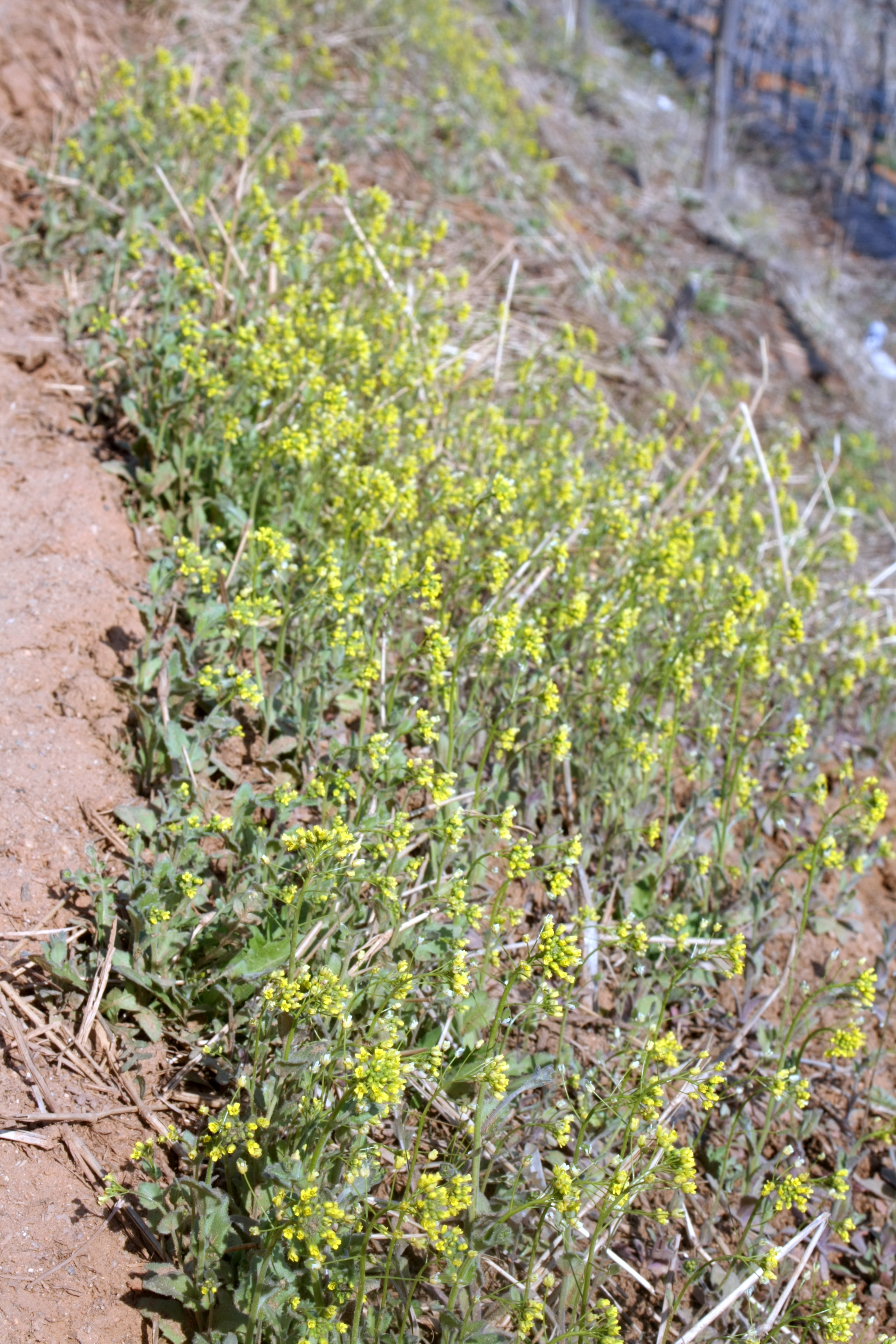